# Starickoje (obwód saratowski)
Starickoje (ros. Старицкое) – wieś (sieło) w Rosji, w obwodzie saratowskim, w rejonie engelskim. W 2010 liczyła 410 mieszkańców.